# Roger Arnaldez
Roger Arnaldez (Parijs, 13 september 1911 – Parijs, 7 april 2006) was een Frans islamoloog die de werken van de Grieks-joodse filosoof Philo van Alexandrië uitgaf. 
In 1986 werd hij lid van de Académie des sciences morales et politiques, waarvan hij in 1997 het voorzitterschap waarnam. Hij was eveneens geassocieerd lid van de Académie royale des sciences, des lettres et des beaux-arts de Belgique en corresponderend lid van de Academie van de Arabische taal in Caïro.

## Werken
- Grammaire et théologie chez Ibn Hazm de Cordoue (Vrin, 1956)
- Jésus, fils de Marie, prophète de l'Islam (Desclée de Brouwer, 1980)
- Trois messages pour un seul Dieu (Albin Michel, 1991)
- À la croisée des trois monothéismes (Albin Michel, 1993)